# Francisco Javier Fragoso
Francisco Javier Fragoso Martínez (Badajoz, 8 de septiembre de 1971) es un político, economista y profesor universitario español. Fue alcalde de Badajoz entre 2013 y 2021. Está casado y tiene dos hijos.

## Biografía

### Formación académica
Es licenciado en Ciencias Económicas y Empresariales en la Universidad de Extremadura y doctor en Derecho por la Universidad de Salamanca. Tiempo después ganó la plaza de profesor titular del departamento de Economía Financiera y Contabilidad de la Universidad de Extremadura. 

### Carrera política
Miembro del Partido Popular, en 1995 fue elegido concejal del Ayuntamiento de Badajoz, cargo que compatibiliza desde 1999 con el diputado en la Diputación Provincial de Badajoz, donde fue portavoz del Grupo Popular. Más adelante fue concejal de Hacienda. En 2009 fue nombrado primer teniente de alcalde y concejal delegado de Modernización, Infraestructuras, Inspección de aguas, Transportes, Coordinación de Delegaciones. Tras la dimisión de Miguel Celdrán el 4 de marzo de 2013 pasó a ser alcalde en funciones de Badajoz, hasta que el 15 de marzo de 2013 fue proclamado alcalde tras obtener la mayoría absoluta, que ostentaba el Partido Popular, de los votos del pleno del Ayuntamiento de Badajoz.
El 24 de mayo de 2015 gana las elecciones municipales como cabeza de lista del Partido Popular en Badajoz, obteniendo trece concejales de los veintisiete posibles, por lo que se queda a uno de la mayoría absoluta. El 13 de junio de 2015 se constituyó la nueva Corporación Municipal mediante un Pleno Municipal Extraordinario, donde fue proclamado alcalde por mayoría simple gracias a los trece votos del Partido Popular, la abstención de los dos concejales de Ciudadanos y el hecho de que los concejales del PSOE votaron a su propio candidato y Recuperar Badajoz (Podemos) al suyo.
Tras las elecciones municipales del 2019, Fragoso revalidó su bastón de mando al frente del consistorio pacense, gracias al apoyo de Ciudadanos y Vox, aunque solo obstentó el cargo durante dos años, debido al pacto realizado con Ciudadanos en el que se turnaban la alcaldía a mitad de la legislatura. El 15 de junio de 2021 renunció a la alcaldía para posibilitar la investidura del candidato de Ciudadanos, Ignacio Gragera. El 26 de junio, tras votar por el candidato de la formación naranja, renunció a su acta de concejal y se dedicó en exclusiva a sus funciones en el Senado. 
Fue presidente provincial del PP de Badajoz entre 2008 y 2021, cuando le sucede en el cargo Manuel Naharro.

## Cargos desempeñados
- Concejal del Ayuntamiento de Badajoz (1995-2021).
- Diputado en la Diputación de Badajoz (1999-2013).
- Presidente del PP de Badajoz (2008-2021)
- Portavoz del Grupo Popular en la Diputación Provincial de Badajoz (2007-2013).
- Primer teniente de alcalde de Badajoz (2009-2013).
- Alcalde de Badajoz (2013-2021).
- Senador por la provincia de Badajoz (desde 2019).